# Magnolia pealiana
Magnolia pealiana är en magnoliaväxtart som beskrevs av George King. Magnolia pealiana ingår i släktet Magnolia och familjen magnoliaväxter. Inga underarter finns listade i Catalogue of Life.